# Hyman Roth
Hyman Roth (født Hyman Suchowsky) er en fiktiv karakter og den primære antagonist i filmen The Godfather Part II fra 1974. Han er også en mindre karakter i romanen The Godfather Returns (2004). Roth er en jødisk gangster, investor og forretningspartner med Vito Corleone og senere hans søn Michael Corleone. Han er baseret på den berygtede gangster og gambling-bagmand Meyer Lansky. Det var Al Pacino, der foreslog Lee Strasberg, hans tidligere skuespillærer, til rollen.